# Zespół bólowy miednicy mniejszej
Zespół bólowy miednicy mniejszej (ang. chronic pelvic pain syndrome, CPP) – zespół objawów o zróżnicowanej etiologii, charakteryzowany jako przynajmniej sześciomiesięczne występowanie dolegliwości bólowych zlokalizowanych w miednicy mniejszej (przedniej ścianie brzucha, poniżej pępka lub okolicy krzyżowej). 

## Przyczyny
- endometrioza
- zrosty w miednicy mniejszej
- chlamydiowe zapalenie błony śluzowej macicy
- przepukliny powłok brzusznych
- śródmiąższowe zapalenie pęcherza moczowego
- pęcherzowa kamica moczowa
- przewlekłe zakażenie układu moczowego
- zespół cewki moczowej
- guzy jajników
- mięśniaki macicy
- wulwodynia
- zespół przekrwienia miednicy
- zespół resztkowego jajnika
- żylaki naczyń jajnikowych
- zaburzenia depresyjne

Pojęcie zespołu bólowego stosuje się również niekiedy u mężczyzn – jego przyczyną jest wtedy zwykle zapalenie gruczołu krokowego.